# بيلي دوفي
بيلي دوفي (بالإنجليزية: Billy Duffy)‏ هو لاعب قذف أيرلندي، ولد في 1931 في Eyrecourt ‏ في جمهورية أيرلندا، وتوفي في 1 يونيو 2005.